# Mahabharata

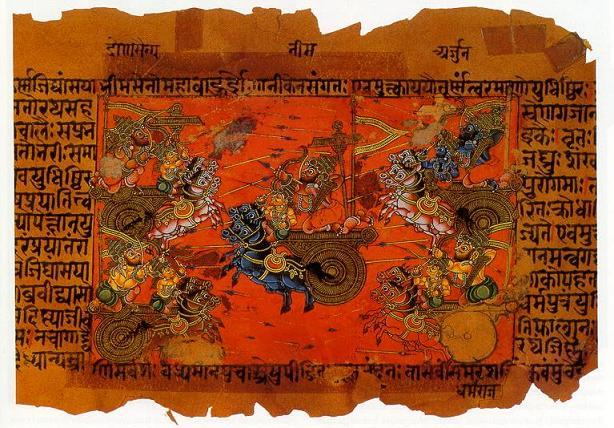
Illustration av slaget om Kurukshetra.

Mahabharata, Mahābhārata, महाभारत är ett fornindiskt mytologiskt epos (itihasa) i 18 delar, skrivet på sanskrit.

## Tillkomsthistoria
Traditionellt brukar eposet tillskrivas Vyasa som är en av gestalterna som omtalas i eposet. Mahabharata brukar översättas som "Den stora berättelsen om Bhāratas", det vill säga Bharatas son, den kung som grundade Bhāratavarsha, ett annat namn på Indien. I sin fullständiga form består eposet av omkring 100 000 verser, vilket gör det åtminstone fyra gånger längre än Bibeln. Verket tros dock utgå från ett äldre verk kallat Jaya ("seger") med mycket osäker tillkomsttid. Förmodligen härstammar historien ursprungligen från händelser som ägde rum innan Mahaviras och Buddhas tid då den klassiska hinduismen etablerades. För hinduismen utgör Bhagavad-Gita i Mahabharatas sjätte bok ett särskilt viktigt verk.

## Handling
Den centrala berättelsen i verket är klanfejden mellan brödrasläktena Kaurava, familjens äldre del, och Pandava, den yngre delen, om makten över Kuruklanens kungadöme Hastinapura. Denna kamp kulminerar i slaget vid Kurukshetra där Pandavas avgår med segern.

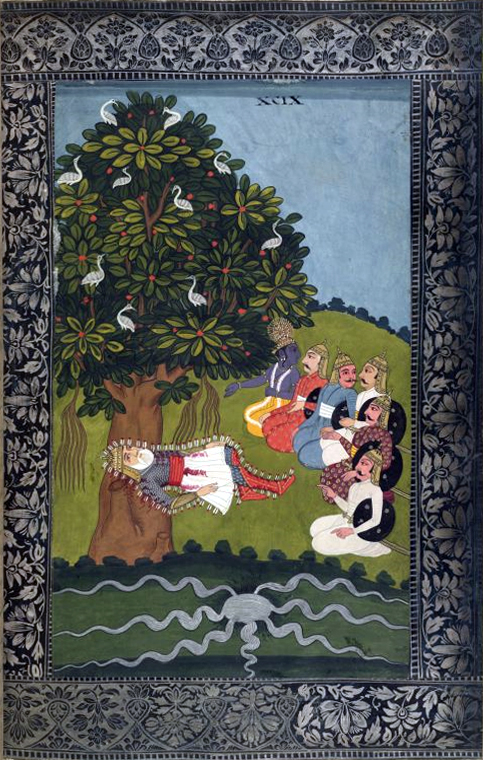
Bhishma på sin dödsbädd av pilar, omgiven av Pandavas och Krishna.

### De 18 delarna av Mahabharata
De 18 böckerna består tillsammans av cirka 100 000 shloka, eller 200 000 versrader – varje shloka består av ett rimmat verspar. Böckerna kallas parvas på sanskrit och har följande uppdelning. Översättningarna från sanskrit är givna på engelska, eftersom inte alla titlar finns i svensk översättning:
| Parva | Titel                                                                  | Del-parvas | Innehåll |
| ----- | ---------------------------------------------------------------------- | ---------- | --- |
| 1     | Adi Parva (The Book of the Beginning)                                  | 1–19       | Om Mahabharatas tillkomst. Bharatas historia och genealogi. |
| 2     | Sabha Parva (The Book of the Assembly Hall)                            | 20–28      | Maya Danava uppför palatset vid Indraprastha. Livet vid hovet och Pandavas exil. |
| 3     | Vana Parva eller Aranyaka-parva, Aranya-parva (The Book of the Forest) | 29–44      | De tolv åren av exil i skogen (aranya). |
| 4     | Virata Parva (The Book of Virata)                                      | 45–48      | Året vid Viratas hov, inkognito. |
| 5     | Udyoga Parva (The Book of the Effort)                                  | 49–59      | Förberedelser för krig och ansträngningarna för att hålla fred mellan Kurus och Pandavas, vilket i slutändan misslyckas (udyoga betyder ansträngning eller arbete).                                                                   |
| 6     | Bhishma Parva (The Book of Bhishma)                                    | 60–64      | Första delen av det stora fältslaget, med Bhishma som härförare för Kauravas. Bhagavad Gita finns med i kapitel 25-42. |
| 7     | Drona Parva (The Book of Drona)                                        | 65–72      | Fältslaget fortsätter, med Drona som befälhavare. Vid slutet av boken är de flesta krigarna på båda sidor döda. |
| 8     | Karna Parva (The Book of Karna)                                        | 73         | Fältslaget fortsätter, nu med Karna som härförare. |
| 9     | Shalya Parva (The Book of Shalya)                                      | 74–77      | Fältslagets sista dag, med Shalya som befälhavare. Här berättas också om Balarams pilgrimsfärd till Saraswati-floden och tvekampen mellan Bhima och Duryodhana som blir krigets slutpunkt. Bhima dödar Duryodhana med sin spikklubba. |
| 10    | Sauptika Parva (The Book of the Sleeping Warriors)                     | 78–80      | Ashwathama, Kripa och Kritavarma smyger sig på den sovande Pandava-armén och dödar dem i sömnen. Bara 7 soldater överlever hos Pandava och 3 hos Kaurava.                                                                             |
| 11    | Stri Parva (The Book of the Women)                                     | 81–85      | De döda sörjs av de överlevande och kvinnorna. |
| 12    | Shanti Parva (The Book of Peace)                                       | 86–88      | Yudhisthira kröns till kung i Hastinapura. Bhishma ger den nye konungen råd I ekonomi och politik. Det här är den längsta av böckerna (shanti betyder fred).                                                                          |
| 13    | Anushasana Parva (The Book of the Instructions)                        | 89–90      | Avslutande råd och instruktioner (anushasana) till kungen från Bhishma. |
| 14    | Ashvamedhika Parva (The Book of the Horse Sacrifice)                   | 91–92      | Yudhisthira utför offer föreskrivna i Rigveda, Ashvamedha. Arjunas erövringståg. Arjunas möte med Krishna. |
| 15    | Ashramavasika Parva (The Book of the Hermitage)                        | 93–95      | Dhritarashtra, Gandhari och Kunti dör i en skogsbrand vid sitt eremitage i Himalaya. |
| 16    | Mausala Parva (The Book of the Clubs)                                  | 96         | Yadavastammens undergång. |
| 17    | Mahaprasthanika Parva (The Book of the Great Journey)                  | 97         | Yudhisthira och hans bröder reser genom hela landet och tar sig upp i Himalaya. |
| 18    | Svargarohana Parva (The Book of the Ascent to Heaven)                  | 98         | Yudhisthira sätts på prov. Pandavas återvänder till andevärlden (svarga). |
| khila | Harivamsa Parva (The Book of the Genealogy of Hari)                    | 99–100     | Ett tillägg till de 18 böckerna som täcker delar av Krishnas liv som inte tas upp i Mahabharata. |

## Filmatisering
The Mahabharata heter en filmversion från 1989 av eposet, i regi av engelsmannen Peter Brook. Brook satte ursprungligen upp den 1985 som en 9 timmar lång pjäs och turnerade med den runt världen i fyra år. 1989 kortades den ner till 6 timmar för TV och visades som serie. Därefter kortades den ner ytterligare till 3 timmar för biograf och DVD. Filmmanuskriptet var resultatet av åtta års arbete av Peter Brook, Jean-Claude Carrière and Marie-Hélène Estienne. För rollbesättningen gjordes ett medvetet urval av internationella skådespelare, för att visa att den indiska berättelsen är allmänmänsklig till sin natur.

## På svenska
- Återberättad i romanform av Kenneth Anderson, översatt från engelskan av Ingemar Åhlund (2012). Mahabharata (i två delar). Grödinge: Puri. ISBN 978-91-978412-0-7

- Översatt från engelskan av Hillevi Davidsson, illustrationer av Serge Rizzato (1986). Indiska sagor: tre prinsars underbara äventyr: ur Mahabharata. Uddevalla: Niloe. ISBN 91-7102-163-9

- Ett urval översatt från originalets sanskrit av språkvetaren och indologen Rolf Jonsson. Titel: Mahabharata:ett urval. Umeå, h:ström - Text & Kultur, 2013. ISBN 978-91-7327-194-3